# Валериј Бондар
 Валериј Бондар (Харков, 27. фебруар 1999) је украјински фудбалер који игра на позицији одбрамбеног играча

## Каријера
Бондар је почео да игра фудбал у Шахтјору Доњецк 2007. У сезони 2018/19 играо је за Шахтјор у категорији до 21. године.
Дебитовао је за Шахтјор Доњецк у украјинској Премијер лиги у мечу против Лавова 4. маја 2019. године.
Бондар је 15. јуна 2019. освојио Светско првенство у фудбалу до 20 година са репрезентацијом Украјине У20, чији је био капитен.
За сениорску репрезентацију Украјине је дебитовао 11. новембра 2020. у пријатељској утакмици против Пољске. Заменио је Јухима Конопља у 63. минуту.

## Награде и тројефи
Шахтјор Доњецк
- Премијер лига Украјине : 2018–19, 2019–20
- Куп Украјине : 2018–19
- Суперкуп Украјине : 2021.

Украјина до 20.
- Светско првенство до 20 година: 2019.[7]

## Сттистика

### Клуб
Ажурирано 7. децембра 2021.
| Клуб              | Сезона            | Лига                   | Лига | Лига | Куп | Куп | Континентални куп | Континентални куп | Остало | Остало | Укупно | Укупно |
| Клуб              | Сезона            | Лига                   | Ута  | Гол  | Ута | Гол | Ута               | Гол               | Ута    | Гол    | Ута    | Гол    |
| ----------------- | ----------------- | ---------------------- | ---- | ---- | --- | --- | ----------------- | ----------------- | ------ | ------ | ------ | ------ |
| Шахтјор Доњецк    | 2018–19           | Премијер лига Украјине | 1    | 0    | 0   | 0   | 0                 | 0                 | 0      | 0      | 1      | 0      |
| Шахтјор Доњецк    | 2019–20           | Премијер лига Украјине | 11   | 1    | 0   | 0   | 1                 | 0                 | 0      | 0      | 12     | 1      |
| Шахтјор Доњецк    | 2020–21           | Премијер лига Украјине | 11   | 0    | 0   | 0   | 6                 | 0                 | 1      | 0      | 18     | 0      |
| Шахтјор Доњецк    | 2021–22           | Премијер лига Украјине | 7    | 0    | 0   | 0   | 1                 | 0                 | 0      | 0      | 8      | 0      |
| Шахтјор Доњецк    | Укупно            | Укупно                 | 30   | 1    | 0   | 0   | 8                 | 0                 | 1      | 0      | 39     | 1      |
| Укупно у каријери | Укупно у каријери | Укупно у каријери      | 30   | 1    | 0   | 0   | 8                 | 0                 | 1      | 0      | 39     | 1      |

### Репрезентација
Ажурирано 21. септембра 2022.
| Национални тим | Год    | Ута | Гол |
| -------------- | ------ | --- | --- |
| Украјина       | 2020   | 1   | 0   |
| Украјина       | 2021   | 0   | 0   |
| Украјина       | 2022   | 2   | 0   |
| Укупно         | Укупно | 3   | 0   |